# Заєць Ватанена
«Заєць Ватанена» (фр. Le Lièvre de VatanenLe Lièvre de Vatanen) — болгаро-франко-бельгійський пригодницький фентезійний фільм 2006 р.

## Сюжет
Затравкою до фільму є легенда про дужого Воїна, який після отриманої поразки був покараний магом племені. Тепер душа воїна переселилася в зайця, який повинен допомагати чоловікам, які шукають дорогу до світла... Том Ватанен, успішний фотограф у канадському журналі вже готовий отримати нагороду, як кращий фотограф року. Але перед церемонією, його колега Пітер терміново просить Тома поїхати сфотографувати якусь драматичну подію, яка дуже засмутила Ватанена. На зворотному шляху після відрядження, вони повертаються на автомобілі через ліс і Пітер ледь не збиває зайця, який опинився на їхньому шляху. Том, забувши все, заглиблюється в ліс у пошуках зайця, що відскочив від машини, угледівши в тому знак згори. Пітер, не бажаючи витрачати час даремно, їде. Ватанен знаходить зайця, який через кілька хвилин приходить у себе. Том залишається удвох з зайцем наодинці з природою.
Розвівши багаття у лісі, Ватанен символічно прощається з цивілізованим світом, викидаючи вже непотрібні пластикові картки, мобільний телефон, сигарети. У наступні дні Заєць веде Тома до усвідомлення самого себе і своєї мети у житті, захищаючи його від неприємностей. Епізод з нападом ведмедя в лісі, бійка з завсідниками бару, сутичка з розлюченими мисливцями. На шляху до осягнення самого себе Ватанен знайомиться з хорошими людьми, такими як єгер Ольга, здійснює благородні вчинки — порятунок туристів з острова, охопленого лісовою пожежею. Зустрічається зі старими друзями, пробує себе в ролі лісоруба, в ролі зимівника в найпівнічнішій точці Канади. І весь час з ним знаходиться його провідник і співрозмовник — чарівний заєць. Однією зі знаменних подій є зустріч з батьком, якого Ватанен не бачив багато років, і усвідомлення того, що професія фоторепортера може бути використана в добрих цілях. Виконавши своє призначення, заєць повертається в ліс. А Ватанена, звичайно, знову знаходить Ольга.

## В ролях
- Крістофер Ламберт — Том Ватанен
- Жюлі Гайє[en] — Ольга
- Ремі Жирар— Річард Грув
- Франсуа Морель— Пастор
- Йохан Лейзен — Пітер
- Меглена Караламбова — жінка в автобусі

## Створення фільму
У 1977 році за романом А. Паасилінна «Рік зайця» у Фінляндії режисером Рісто Ярва було знято однойменний фільм, який став культовим для країни. Французький режисер, сценарист Марк Рів'єр на початку 90-х років викупив права на постановку нового фільму, і запропонував К. Ламберту перероблений сценарій сім років потому. Оскільки режисер і актор обидва були налаштовані позитивно, було проведено адаптацію роману — прибрано темні й негативні моменти та додано казковий компонент. У 2005 році на основі нової версії сценарію почалися зйомки фільму. Ландшафтні сцени знімалися в Болгарії, тому «канадські» поліцейські патрулюють на УАЗ, курсують автобуси ПАЗ, а натівський генералітет літає на вертольоті МІ-8.